# Маразлі Григорій Григорович
Григо́рій Григо́рович Маразлі́ (грец. Γρηγόριος Μαρασλής; нар. 25 липня (6 серпня) 1831, Одеса, Херсонська губернія, Російська імперія — пом. 1 травня 1907, Одеса, Херсонська губернія, Російська імперія) — громадський діяч Російської імперії грецького походження, колекціонер, мільйонер, таємний радник, філантроп, почесний опікун безлічі товариств. 17 років обіймав посаду одеського міського голови — більше ніж будь-хто з його попередників та наступників. За часи його управління в Одесі було побудовано численну кількість притулків та богаділень, почала працювати перша конка й паровий трамвай, а також побудовано ряд визначних пам'яток, що збереглися дотепер. Окрім того за роки життя Маразлі пожертвував сотні тисяч російських рублів на освіту та культуру.
Кавалер низки орденів Російської імперії. Зокрема, ордену Святого Олександра Невського, Імператорського ордену Святого Володимира II-го ступеня, ордену Білого Орла, ордену Святого Станіслава I ступеня та ордену Святої Анни I-го, II-го та III-го ступенів, а також кавалер грецького Великого, Великого командорського та Офіцерського хрестів ордену Спасителя. Окрім того, Григорій Маразлі кавалер Великих хрестів орденів Почесного легіону, Корони Італії, Фрідріха, ордену Меджида I та III ступенів, ордену Лева і Сонця II-го ступеня, ордену князя Данила I II ступеня, ордену Корони Сіаму та ордену Корони Румунії.

## Життєпис

### Походження
Григорій Григорович Маразлі народився 25 липня (6 серпня) 1831 року в українському місті Одеса, що тоді входило до складу Херсонської губернії Російської імперії. Його батьки за національністю, греки: купець першої гільдії Григорій Іванович Маразлі та дочка купця Зоя Федорівна Феодоріді. У 1803 році вони переїхали з міста Філіппополя (нині Пловдив) до Одеси. Батько займався експортуванням хлібу спочатку з Херсона, згодом з Таганрогу, а з переїздом до Одеси почав і там підприємницьку діяльність, за що згодом отримав звання почесного громадянина міста. Маразлі-старший заробив великий статок, який згодом успадкував його син. Основною причиною легкого заробітку купця стала велика потреба у хлібі в Європі через спустошувальні Наполеонівські війни. Згодом він завершив торгову діяльність й зайнявся фінансуванням водопостачання в Одесі, зокрема, молодицями та фонтанами. У сім'ї було лише 3 дитини — сини, Григорій та Іраклій (Перікл) (помер у віці 4 місяців) та донька Евридика. Можливо, це був другий шлюб Григорія Івановича, позаяк у 1821 році як при хрещенні дочки одеського купця Афродіти Іоанівни Білої у грецькій Свято-Троїцькій церкві в Одесі записана Фотина Григоріївна Маразлі, як хресна мати. Крім того, вона позначена в метриці також як дочка одеського купця. Зважаючи на велику різницю у віці Григорія Івановича та Зої Федорівни, це цілком можливо.

### Початок діяльності державного службовця
Початкову освіту здобув у приватному пансіоні Кнарі. Згодом він поступив на юридичне відділення Рішельєвського ліцею. По закінченні навчального закладу у 1850 призначений чиновником у штат канцелярії кавказького намісника князя Михайла Воронцова на посаду губернського секретаря, де працював кілька років.
У 1851 призначений чиновником до штату канцелярії в IX класі без платні, в 1852 отримав чин колезького секретаря, у 1853 — чиновник VIII класу без платні, потім — титулярний радник, у 1856 — колезький асесор, в 1858, згідно з проханням, звільнений у чині надвірного радника.
У 1858-1863 перебував у відставці.
У 1863 призначений чиновником для особливих доручень VI класу канцелярії кавказького намісника поза штату з прирахуванням до «власної, його імператорської величності, канцелярії», з 1864 — колезький радник, а у 1866 звільнений за домашніми обставинами, в тому ж році призначений з відрядження до міністерства внутрішніх справ у розпорядження Новоросійського та Бессарабського генерал-губернатора Пауля Коцебу, у 1868 — статський радник, у 1869 обраний в почесні світові судді Яського судового округу.
Після служби в канцелярії намісника деякий час проживав у Парижі. Повернувшись, у 1867 присвячує себе громадській діяльності: спочатку, як гласний одеської міської думи, член міської управи (1873), старшина розряду домовласників, виконувач обов'язки міського голови (у 1871—1872, 1873 та 1875). Він продовжував просвітницьку діяльність свого батька: фінансував відкриття нових шкіл і училищ, а також видання підручників.

### Міський голова
21 жовтня 1878 (за іншими даними 20 вересня) обійняв посаду міського голови, змінивши Миколу Новосельського, який пішов у відставку. Його обирали на цю посаду чотири рази поспіль, у 1881, 1885, 1889 та 1893 відповідно. Але у березні 1895, відпрацювавши половину строку, він вимушений був покинути посаду, у зв'язку із хворобою.
Уперше в Російській імперії в Одесі за управління Маразлі побудовано кінну залізницю (1881), закладено та споруджено будівлі Міського театру та Павлівської будівлі дешевих квартир (на кошти, пожертвувані П. З. Ямчитським), новий нічліжний притулок та дві їдальні біля Старого християнського цвинтаря (для будівництва яких було надано 30 000 карбованців), відкрито погруддя Олександру Пушкіну і пам'ятник-колона імператору Олександру II, споруджено комплекс лікувального закладу на Куяльницькому лимані (де на його кошти, 12 000 карбованців, у 1886 побудований барак для бідних хворих і церкву), будинок притулку відбулим покарання, відкритий притулок для дітей-сиріт, психіатричне відділення міської лікарні, лінія парового трамваю на Хаджибейський лиман, міські різниці, поля зрошування, дитячий міський сад із безкоштовними іграми і гімнастикою, хімічну лабораторію для дослідження продуктів харчування під керівництвом професора О. Веріга, відкрито так звані «криті ринки» (нині ринок «Новий Базар»), введено електроосвітлення тощо.
У січні 1895, вже у похилому віці, міський голова, у зв'язку із хворобою, покинув свою посаду, однак продовжував цікавитися міським господарством і постійно відвідував засідання думи як гласний, і надалі, аж до своєї смерті, продовжував обиратися на цю посаду. Також після відставки Маразлі залишився на державній службі як чиновник міністерства внутрішніх справ, який працює при одеському градоначальнику.
|                                  | У 1878 році Григорій Григорович Маразлі вступив у виправлення обов'язків міського голови, — фінанси Одеси були в дуже жалюгідному становищі. За розписом на 1878 (рік вступу на посаду п. Маразлі) доходи міста, без напівкопійчаного збору, були перелічені в сумі 1 340 тис. карбованців, витрати були перелічені в сумі 1 617 тис. карбованців. Дефіцит являє собою значну цифру в 277 000 карбованців, але зі вступом Маразлі міський розпис істотно змінюється (за винятком 1879 року). Він представляється в думу поступово з відомим залишком, який щорічно прогресивно збільшується і досягає вже в 1888 році значної цифри в 128 тис. карбованців. За час керування Григорія Григоровича міськими справами місто прикрасився масою корисних громадських будівель… |
| — Н. Фьодоров, «Століття Одеси», | |

Діяльність Маразлі і його найближчих соратників спочатку була спрямована на зовнішні прикраси міста, за що міський голова та гласні думи піддавалися жорстокій критиці. Наприклад, за легендою, тодішній Одеський генерал-губернатор Христофор Рооп, зібравши гласних у себе вдома, заявив, маючи на увазі нещодавно зведений Олександрівський парк:
|                   | Сади влаштовувати вмієте, а чисту білизну для хворих до міської лікарні доставляти не вмієте… |
| — Христофор Рооп, |                                                                                               |

### Меценатство

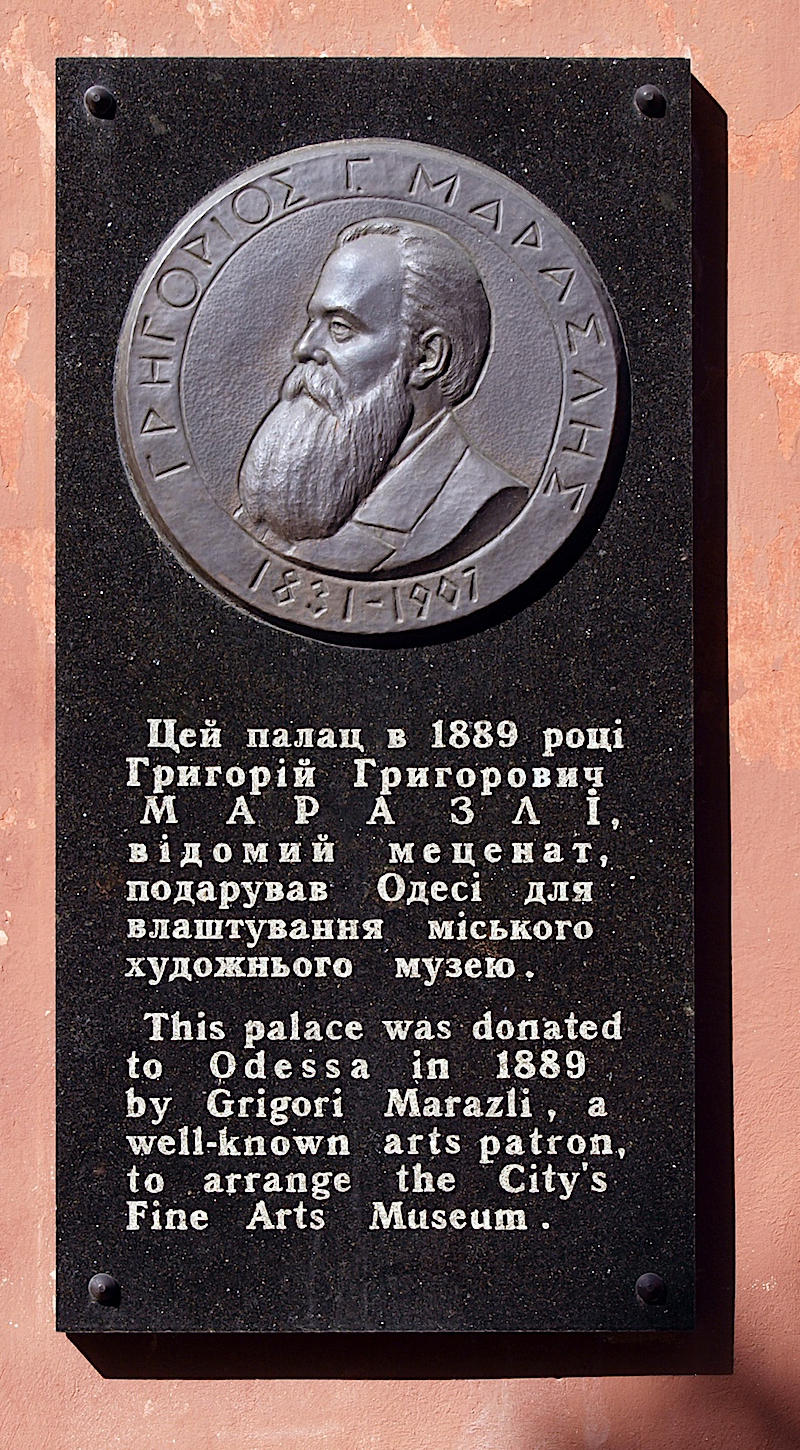
Пам'ятна дошка, присвячена одному з засновників Одеського художнього музею, що знаходиться на будівлі палацу Потоцьких

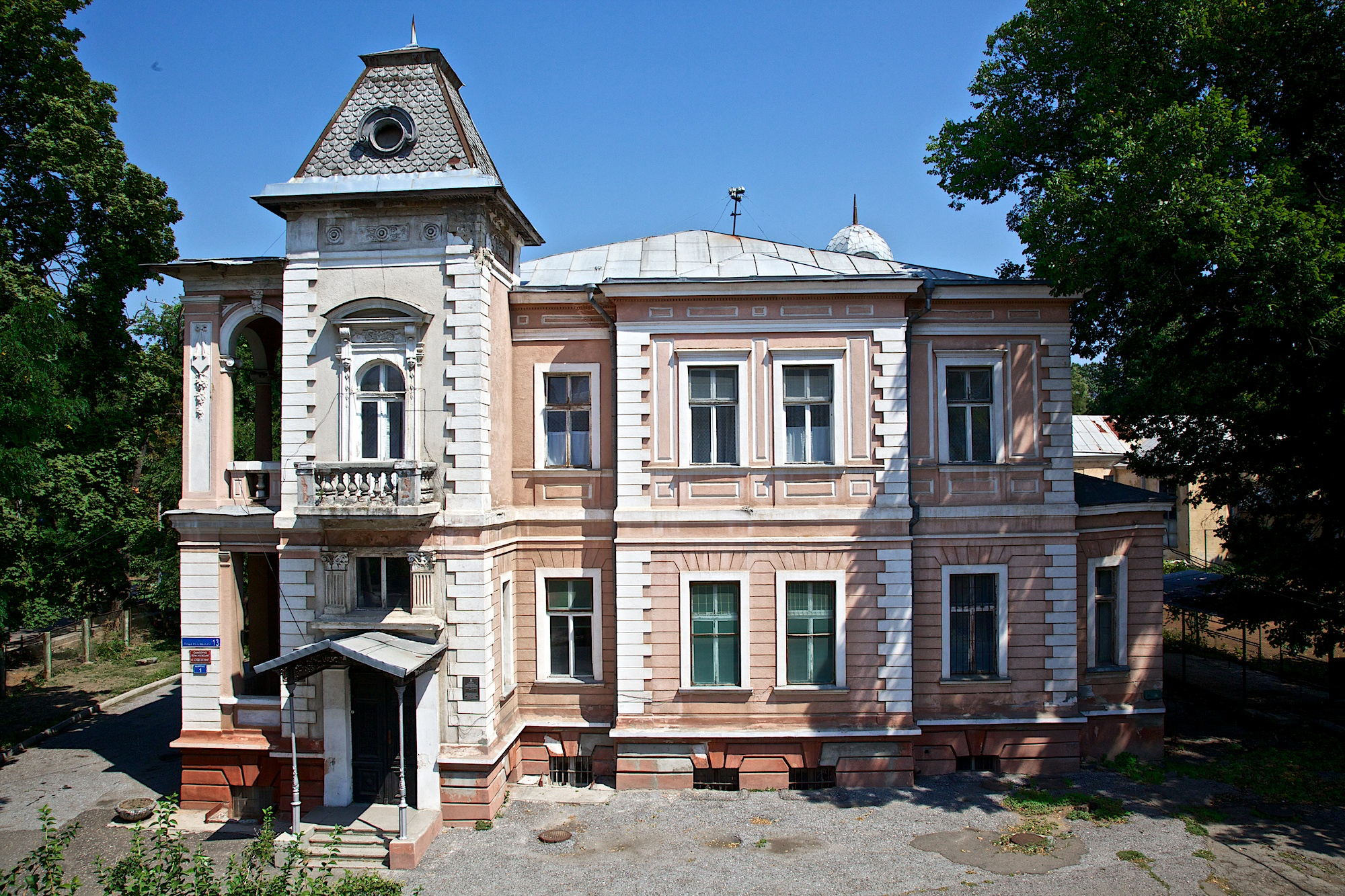
Маєток Маразлі-Кіч, Одеса, Лідерсівський бул. 13

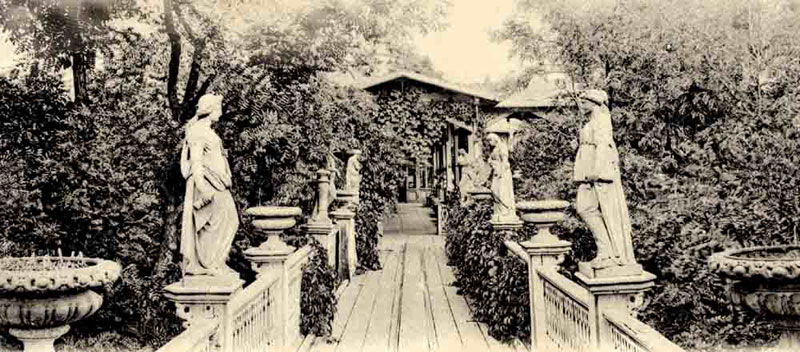
Територія дачі Маразлі (нині санаторій імені Чкалова), Одеса, Французький бул., 87

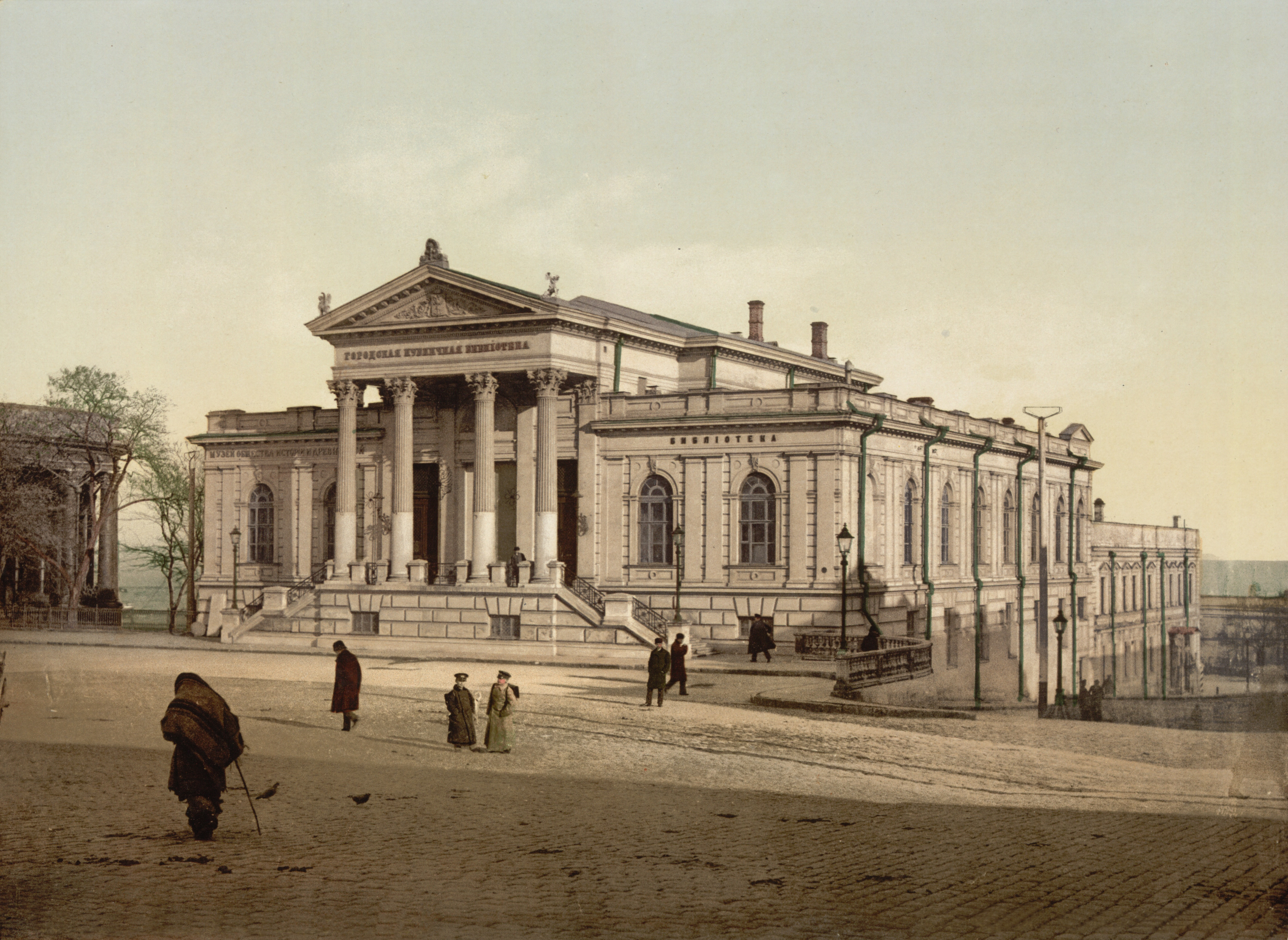
Будівля міської публічної бібліотеки та одеського товариства історії та старожитностей (нині Одеський археологічний музей). Поштівка, зроблена між 1890 та 1905 роками.

У 1874 році Григорій Маразлі звернувся до канцелярії піклувальника Одеського навчального округу з проханням розглянути програму пожертв для студентів Одеського університету. Вона була спрямована на створення більш сприятливих умов для учнів шляхом надання фінансової підтримки, найбільш потребуючим. З цією метою чиновник надав університету 10 тис. рублів:185-186. Для того, щоб цей капітал не зменшувався, мільйонер вклав гроші до банку під 6 % щорічно. Кількість бажаючих отримати допомогу не обмежувалась, а залежала від стану капіталу. Він також запропонував ввести спеціальні стипендії свого імені (першу — в 300 рублів для студентів університету, другу — в 150 рублів для студентів реального училища). Завдяки цьому у 1877 році Григорія Григоровича було обрано почесним опікуном Одеського реального училища, а в 1878 році — Сімферопольської гімназії. Але цим покровительство освіти Маразлі не обмежувалось. За роки перебування на посаді міського голови він побудував близько 40 громадських та навчальних закладів, підприємств, культурно-освітніх закладів тощо.
У 1880-ті роки одеську школу садівництва було переведено до Умані, через що постало питання про заснування нового подібного освітнього закладу. Чиновник виділив 5 з 29 десятин землі свого власного маєтку нової школи садівництва. Це дало змогу у 1886—1889 роках дві двоповерхові будівлі (в одні з яких знаходилася домова церква) та одну одноповерхову будівлю для потреб школи. Результатом стало те, що кожного року тут навчалося по 40 учнів, а під час канікул на території школи проводилася практика для вчителів сільських шкіл:186.
У 1865 році в Одесі було засновано Товариство образотворчих мистецтв. Однією з основних цілей цієї організації стало відкриття міської картинної галереї. У 1890 році одеського багатія було обрано віце-президентом товариства. Цього ж року мільйонер запропонував Міській Думі взяти у власність палац Потоцьких задля устрою там галереї, викупивши перед цим палац за 100 тис. рублів. 24 жовтня 1899 року, після переобладнання будівлі та зібрання експонатів, музей було відкрито. У цьому будинку розміщувалися громадські музеї та картинна галерея Товариства образотворчих мистецтв. Нині у цій будівлі знаходиться Одеський художній музей).
Григорій Маразлі зробив великий внесок у розвиток міської бібліотеки (нині Одеська національна наукова бібліотека). Протягом першого півстоліття існування міська публічна бібліотека не мала свого приміщення й неодноразово переїжджала з місця на місце. У 1882 році Григорій Григорович запропонував побудувати на свої кошти будинок, в якому розмістився би музей Одеського товариства історії та старожитностей (нині Одеський археологічний музей) і міська публічна бібліотека. Для цього у 1883 році їм було виділено 30 тисяч рублів, але цих коштів виявилося мало. Відсутня сума була виділена міською Думою (18 тисяч рублів). Проте, бажаючи відзначити внесок міського голови, Дума ухвалила рішення: на фронтоні побудованого будинку зробити напис: «Одеська міська публічна бібліотека. Будівля споруджена на пожертви Г. Г. Маразлі» і поставити його портрет у читальному залі. Однак рішення було виконано тільки по другому пункту.
І надалі міський голова продовжував приділяти увагу бібліотеці. У 1891 році на його кошти було куплено театральну бібліотеку (близько 3000 п'єс) одеського збирача Д. В. Ширяєва, яка мала майже всю драматичну літературу з кінця XVIII і початку XIX ст., а в 1892 році — зведено триповерхову будівлю книгосховища, що дозволило повністю зберегти книжковий фонд до того часу, коли його переведено до нової більш просторої та обладнаної для зберігання книг будівлі. У 1893 році Маразлі виділив кошти на 79, а у 1895 році — на 244 рідкісних видань XVII—XVIII століть. Після смерті мецената його племінник, Олександр Сафонов, подарував особисту бібліотеку дядька міській публічній бібліотеці. На жаль, вона не була згрупована в окремий фонд та не зберігалася. На приналежність цих книг до міського голови свідчать лише екслібриси, суперекслібриси, записи власника, а також його каталоги. Приватне зібрання грека привертало увагу не тільки одеситів, але й являло собою наукову цінність. Так у 1911 колекція була включена до каталогу приватних бібліотек Російської імперії. Особиста бібліотека Маразлі налічувала близько 10 тисяч томів, в основному, іноземних видань другої половини XIX століття, передусім французькою мовою. В колекції, між іншим, були твори Оноре де Бальзака, Генріха Гейне, Віктора Гюго, Альфонса Доде, Дюма (батька та сина), Еміля Золя, Гі де Мопассана тощо. Згідно каталогам, зробленим власником, колекція була вельми широка та ділилася на безліч категорій (філософія, право, наука, сучасна література, медицина, комерція тощо). Одним з найбільших розділів був «Історія та географія», він містив у собі дослідження, описи мандрівок, карти та понад 40 книжок про Російську імперію.
Грецькі купці займалися широкою благодійною діяльністю, спрямованою на розвиток духовної культури народів України. Так Григорій Григорович Маразлі сприяв поширенню мережі читалень. У 1899 році на його кошти було побудовано простору споруду училища із залом для читань на Слобідці. У тому ж році було закінчено побудову нової аудиторії для народного читання. На придбання земельної ділянки та будівництво було витрачено 20 тис. рублів, з яких Одеське слов'янське благодійне товариство внесло 3 тис. рублів, а решта коштів була пожертвувана Григорієм Григоровичем. Нова аудиторія для народних читань стала культурним осередком міста, який по святкових та недільних днях відвідувало до 500 осіб. Тут працювала безкоштовна бібліотека (нині Одеська бібліотека імені Франка), проводилися вечори танців та лекції, ставилися аматорські спектаклі.
Крім того, Маразлі цікавився також історією і виділяв чималі кошти для роботи Одеського товариства історії і старожитностей за що і був його членом. Відомі випадки, коли міський голова виділяв власні кошти на видання наукових праць окремих членів товариства. Наприклад, у другій половині 1880-х років до благодійника звернувся відомий історик та архівіст Аполлон Скальковський, що працював над проблемами минулого південноукраїнського регіону. Його книга, присвячена Запорізькій Січі, «История Новой Сѣчи или последняго Коша Запорожского», потребувала третього перевидання. У 1885—1886 роках за фінансової підтримки Григорія Григоровича книга втретє вийшла у світ. У передмові до книги Скальковський зазначив:
| | Нинішнє видання книги моєї зобов'язане освіченому, дружньому та уважному до мене, одному з членів Одеського товариства історії й старожитностей Г. Г. Маразлі, пристрасному аматору вітчизняного побутописання, який надав мені всіх необхідних коштів для виправлення, доповнення і виходу у світ історії останнього коша «Славного війська Запорізького Низового» |
| — Аполлон Скальковський «История Новой Сечи или последнего Коша Запорожского: на основании подлинных документов запорожского Сечевого Архива», | |

У різні роки Григорій Григорович пожертвував: 5 тисяч рублів Маріїнському дитячому притулку, у 1892 році — 47 тисяч рублів на будівлю богадільні на Чумній горі, 1900 року подарував ділянку землі для дешевих нічліжних притулків (оцінена в 21 тисячу рублів) для «Спілки нічліжних притулків», два будинки для Грецького благодійного товариства (81 тисячу рублів, один з них — дім Філікії Етерії), фінансував будівництво барака для бідних, прибудови до Стурдзівської богодільні, двох каплиць (одна з яких знаходилася на Новому християнському цвинтарі) та заповідав 100 тисяч рублів на благодійність. На власні кошти міського голови в Одесі побудовано першу в Російській імперії бактеріологічну станцію (нині кафедра Одеського національного університету, вул. Пастера, 2), кілька богоділень, дешевих їдалень, притулків, народних училищ в місті і передмісті. Він відкрив другу жіночу гімназію, училище на Ближніх Млинах (нині вул. Шота Руставелі, 7), двокласне училище з бібліотекою на Старорізничній вулиці, школу садівництва на території свого маєтку в районі Малого Фонтану тощо. З його ініціативи було покладено початок Олександрівському парку (нині парк імені Тараса Шевченка) під час відвідування Одеси імператором Олександром II. У пам'ять покійних батьків їм був побудований храм при другій жіночої гімназії на честь святителя Григорія Богослова і святої мучениці Зої (1896).
Меценат не обмежувався на Одесі. Він будував навчальні заклади в Філіппополі (сучасний Пловдив), Константинополі, в Афінах — учительський інститут, комерційну академію та акваріум (перші пізніше увійшли до складу Афінського університету економіки та бізнесу). Крім того передав в дар Афінам 40 полотен із власного приватного зібрання картин. В Салоніках побудував Маразліївській грецький комерційний ліцей, в якому нині розташовується один з факультетів Університету Аристотеля. На острові Керкіра, на прохання його мешканців, відкрив сирітський будинок і видав на його первісне утримання 130 тисяч драхм. Також у столиці Греції Григорій Маразлі налагодив видання грецькою мовою творів російських класиків, які перекладались та готувались до друку в Одесі до початку Першої світової війни — 1 книга щомісяця.
14 квітня 1902 року іменним найвищим указом імператора, даними опікунській раді установ імператриці Марії, колишній міський голова був призначений Почесним опікуном цієї Ради по Санкт-Петербурзькій присутності. Це призначення означало найвище визнання його заслуг з благодійності.

### Смерть та поховання
Помер 1 травня 1907 у своєму маєтку. За легендою, він помер за сніданком, впавши обличчям до тарілки із чорною ікрою. У вшанування його заслуг з ініціативи одеської грецької громади він був похований на території Грецької Свято-Троїцької церкви в Одесі.
До наших днів могила не збереглася. За радянської влади церкву розграбували, а могилу міського голови розкопали і викинули тіло на смітник. На думку одеських краєзнавців, в 1930-х його перепоховано на одеському Слобідському кладовищі місцевими жителями. Після смерті Маразлі в увічнення пам'яті покійного його племінником Олександром Сафоновим було передано храму 17 000 карбованців.

## Нагороди

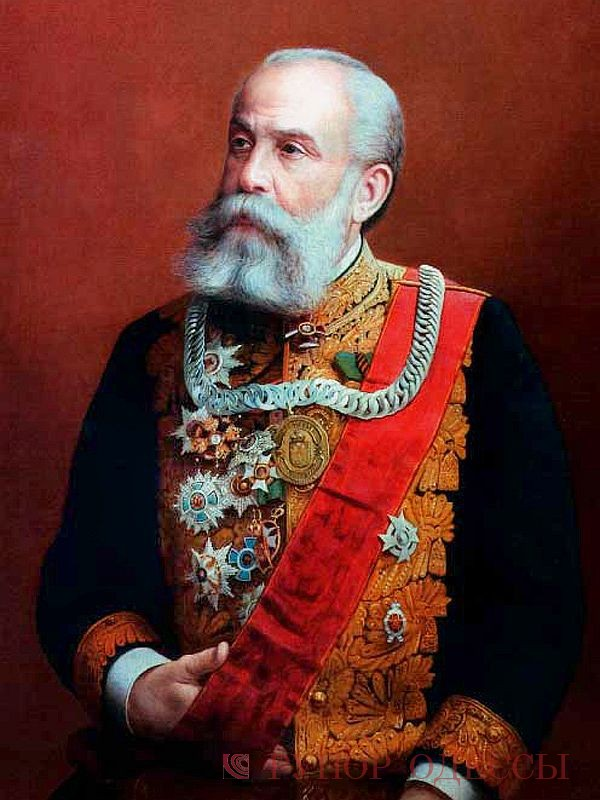
Портрет Григорія Маразлі роботи І. Карцова, 1896 рік

За свою діяльність нагороджений деякими орденами Російської імперії та багатьма орденами іноземних держав:
- Орден Святої Анни 3-го ступеня (1858, Російська імперія)
- Орден Святої Анни 2-го ступеня (1871, Російська імперія)
- Орден Спасителя Офіцерський хрест (1871, Греція)
- Орден Лева і Сонця 2-го ступеня (1872, Персія)
- Орден Меджида 3-го ступеня (1874, Османська імперія)
- Орден Святого Станіслава 1-го ступеня (1879, Російська імперія)
- Орден князя Данила I 2-го ступеня (1880, Чорногорія)
- Орден Святої Анни 1-го ступеня (1882, Російська імперія)
- Орден Святого Володимира 2-го ступеня (1888, Російська імперія)
- Орден Спасителя Великий командорський хрест (1889, Греція)
- Орден Білого Орла (1891, Російська імперія)
- Орден Корони Італії Великий хрест (1891, Італійська Республіка)
- Орден Корони Сіаму (1892, Сіам)
- Орден Фрідріха Великий хрест (1892, Вюртемберг)
- Орден Почесного легіону Великий хрест (1892, Франція)
- Орден Меджида 1-го ступеня (1899, Османська імперія)
- Орден Спасителя Великий хрест (1900, Греція)
- Орден Корони Румунії (1902, Румунія)
- Орден Святого Олександра Невського (1903, Російська імперія)

## Сім'я та надання дворянства

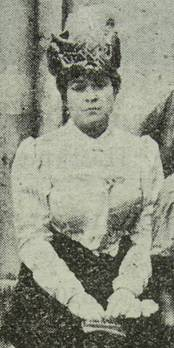
Марія Фердинандівна Кіч. 1900 рік

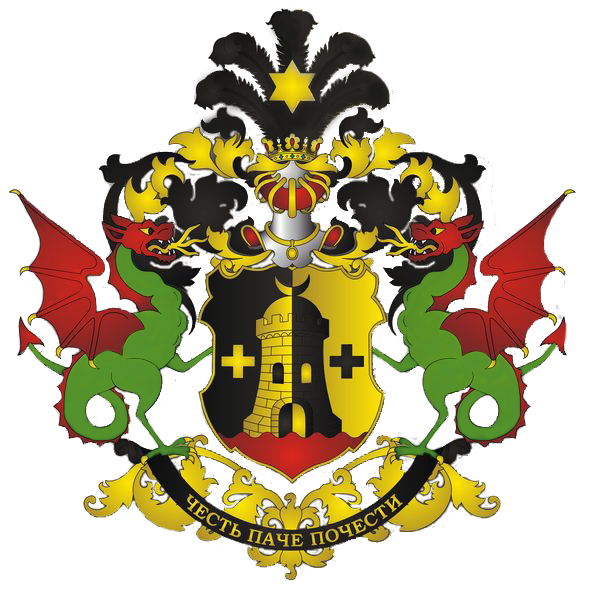
Шляхетський герб роду Маразлі

- Григорій Іванович Маразлі (нар. 1770 (80) — пом. 1853, Одеса, Російська імперія) — батько Григорія Григоровича Маразлі, купець I гільдії, почесний громадянин Одеси.
- Зоя Федорівна Феодоріді (нар. 1793 — пом. 1869, Париж, Франція) — дружина Григорія Івановича, дочка купця I-ї гільдії.
- Іраклій (Перікл) Григорович Маразлі (нар. 1819, Одеса, Російська імперія) — син Зої Федорівни та Григорія Івановича, помер у віці кількох місяців.
- Євридика Григоріївна Маразлі (нар. 1820, Одеса, Російська імперія — пом. 1867, Париж, Франція) — дочка Зої Федорівни та Григорія Івановича.
- Марія Фердинандівна Кіч (Наркевич) (нар. 1858 — пом. 1945) — дружина Григорія Григоровича Маразлі.

Спроба звести рід Маразлі до дворян була зроблена ще батьком Григорія у травні 1848 року, коли князь Михайло Воронцов направив на ім'я міністра юстиції графа Віктора Паніна лист «про дворянську гідність почесного громадянина Григорія Маразлі». 7 серпня того ж року граф Панін відповідав князю Воронцову: «… я знаходжу, що вони [документи] не відповідають вимогам у 75 ст. т. IX Зв. законів (вид. 1842 р.) поясненим, бо ними ж не доводиться, щоб він або предки його набули в російській службі чини та ордени, що доводять дворянську гідність».
У 1863 році Григорій Григорович подав у Бессарабське дворянське депутатське зібрання прохання про зарахування його до бессарабського дворянства, до того ж, згідно з джерелами, у цей час Маразлі вже був спадковим дворянином Херсонської губернії, як і його батько, що не знаходить підтвердження згідно з іншими документами. У грудні того ж року Бессарабське депутатське дворянське зібрання винесло ухвалу про зарахування Григорія Григоровича до місцевого дворянства, але це рішення не було виконано, оскільки прохач забрав усі документи назад.
3 лютого 1875 року він знову звернувся з проханням на ім'я голови дворянства Одеського повіту Херсонської губернії Івана Куріса, в якому просив останнього клопотати про внесення його в число дворян Херсонської губернії. І. І. Куріс 7 лютого звернувся до Херсонського дворянського депутатського зібрання з проханням про затвердження Маразлі в спадковому дворянстві Херсонської губернії на підставі наданого йому чину дійсного статського радника. 29 березня 1875 йому було надано спадкову дворянську гідність і занесено до III частини дворянської родової книги. 12 січня 1876 майбутній міський голова подав прохання про дарування йому герба, яке сталося 9 серпня 1879.
16 жовтня (3 жовтня) 1903 року в Одесі Григорій одружився з Марією Фердинандівною Кіч (до шлюбу Наркевич, близько 1858 — 1945). Марія Фердинандівна була дочкою землевласників Херсонської губернії: полковника 10-го Інгерманландського гусарського полку Фердинанда Францовича Наркевича (1824—1879) і Катерини Петрівни Курдіманової (пом. 1913). У першому шлюбі була з дійсним статським радником (1899) головою Одеського комерційного суду (1884—1902) Павлом Миколайовичем Кічем (1846—1905), після розлучення з яким одружилася з Маразлі. Від першого шлюбу мала дітей Пилипа (1879) та Катерину (1882). Від шлюбу Григорія Григоровича з Марією Кіч не було дітей, і зі смертю чоловіка 1 травня 1907 року рід Маразлі повинен був припинитися, але за клопотанням самого Григорія Григоровича прізвище, дворянство та герб повинні були передатися його двоюрідному онуку — Георгію Володимировичу Фредеріксу, що і було зроблено 10 грудня 1908 року. З того часу Георгій Володимирович носив прізвище Фредерікс-Маразлі.

## Вшанування пам'яті
За заслуги Григорія Маразлі 23 листопада 1895 року ще за життя його ім'ям було названо одну з вулиць, що примикає до Олександрівського парку (нині парк імені Тараса Шевченка) та 21 грудня 1895 року йому було надано титул «почесного громадянина Одеси». А після його смерті міська дума ухвалила рішення поставити бюст на його честь на театральній площі між міським театром і будівлею Одеського клубу. Спорудження пам'ятника було доручено видатному скульптору Борису Едуардсу. Однак обставини склалися так, що до революції 1917 року поставити пам'ятник Григорію Маразлі не вдалося. У Греції на честь громадського та державного діяча було названо три коледжі для підготовки вчителів для «простонародних» шкіл.
Після проголошення незалежності України меморіальні дошки з'явилися на будинку на вулиці Пушкінській 4, де жив Григорій Григорович, і на стінах Художнього музею, будівлю якого подарував місту Маразлі, а також споруджено пам'ятник на вулиці Маразліївській у районі її перетину з вулицею Троїцькою.
У 2003 році на згадку про міського-голову-мецената в Одесі було заснувано Почесну нагороду імені Григорія Маразлі. Цим знаком вшановують громадян України та іноземців за значний внесок у розвиток Одеси, активну громадянську позицію й меценатську діяльністю.
В Одеській області два села у Білгород-Дністровському районі названі на честь Григорія Маразлі: у Дивізійській і Маразліївській сільських громадах.